# Alessandro Tosi
Alessandro Tosi (Modena, 3 settembre 1866 – Roma, 23 agosto 1936) è stato un militare e ingegnere italiano, capitano della Regia Marina.

## Biografia
Collaborò con Guglielmo Marconi nel campo della radiogoniometria e nel 1907 inventò con Ettore Bellini il "telaio Tosi - Bellini", perfezionato nel 1910 con le indicazioni di Alessandro Artom. Da lui prende anche il nome il "radiogoniometro di Marconi-Bellini-Tosi", un perfezionamento basato sul primo brevetto del 1908, il quale fu acquistato da Marconi nel 1912; questo strumento si rivelò molto utile durante la guerra nei settori della navigazione aerea e marina alleate.